# コンプスタット
コンプスタット (CompStat) はアメリカ、ニューヨーク市警察の犯罪の削減及び防止を目的とした戦略管理システムである。「コンピューター・スタティック」もしくは「コンパレーティブ・スタティック」の略。

## 導入
ニューヨークが世界有数の犯罪都市として名を馳せていた1994年、当時の市長ルドルフ・ジュリアーニの下、当時の警察委員長、ウィリアム・ブラットンが導入した。

## 内容
コンプスタットの柱となるものとして、正確でタイムリーな犯罪情報の収集と解析、有効な戦術の展開、迅速な人員配置、厳密なフォローアップと評価等が挙げられる。　
コンプスタットの導入に伴い、コンピューター（地理情報システム）を用いた犯罪統計の解析が行われるようになり、これらの解析結果は毎週行われる犯罪戦略会議 (CompStat Meeting) で使用され、戦術の展開、人員配置、そして警察業務の評価をする上で重要な役割を果たす。この会議では警察本部幹部から分署署長、現場の警官が一堂に会し、会議室と現場の認識の違いを極力無くすように努められている。この会議により、警察本部の上層部と現場指揮官との間の指揮連鎖が短縮され、本部の上層部は現場での犯罪状況を素早く的確に把握することが可能となった。　

## 評価
1996年、コンプスタットはアメリカ政府機関における革新賞 (Innovations in American Gorvernment Award) を受賞し、今ではアメリカ国内の様々な都市警察で導入され、近代警察動力の基礎となっている。

## 他所への導入
2010年7月に神奈川県警察がこのシステムを活用し、痴漢犯の逮捕に役立った